# 木村健太
木村 健太（きむら けんた、1974年1月8日 - ）は、日本の税理士・行政書士。税理士法人ほはば代表税理士。

## 人物・来歴
兵庫県姫路市出身。
兵庫県立姫路西高等学校を経て、1996年3月 岡山大学総合教育課程情報教育コース卒業。卒業後、エンジニアとしてシステム開発に従事した後、2005年に税理士資格を取得。お客様と同じ“歩幅”で歩む税理士でありたいという思いから、2011年10月に税理士法人ほはば代表社員に就任。
システムエンジニアの経験を生かし、ITを事務所運営に活用している。後進育成の一助として、税理士試験に合格するまでの過程を、税理士法人ほはばホームページで公開している。
2018年からは仮想通貨投資家の税務をサポートする。鞍手町に開設した日本初のブロックチェーンビレッジの設立に関与。

## 著書
- 『仮想通貨トレード法人の設立と節税-——個人投資家のための起業-Z-』（柴崎照久との共著）パンローリング<現代の錬金術師シリーズ>、2018年

## 受賞歴
- 2019年4月18日　東久邇宮記念賞